# جبهة الصمود والتصدي

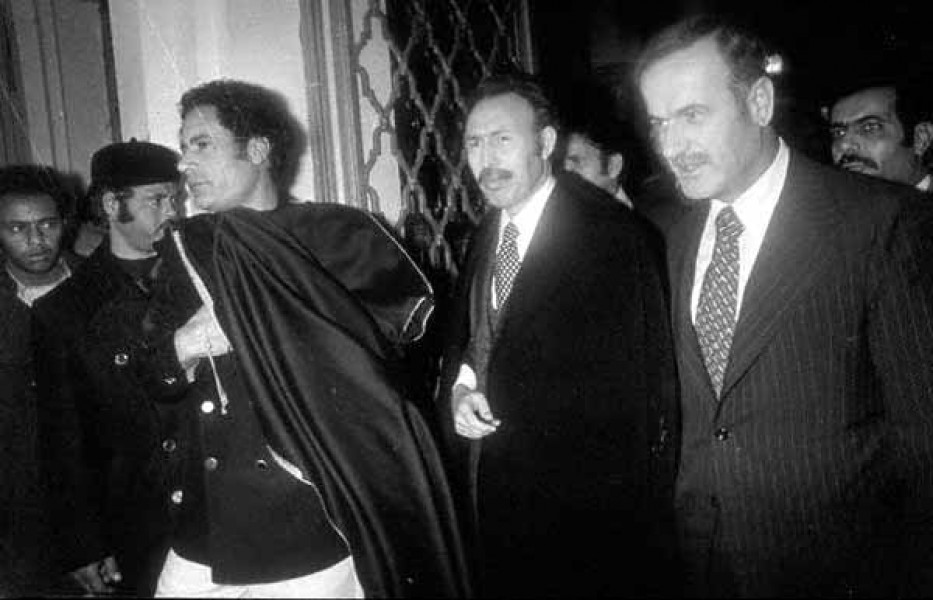
من اليمين إلى اليسار : الرئيس السوري حافظ الأسد - الرئيس الجزائري هواري بومدين - الزعيم الليبي معمر القذافي في قمة بطرابلس، ديسمبر 1977.

جبهة الصمود والتصدي هي جبهة أو حلف ضم كل من ليبيا، وسوريا، والعراق، والجزائر، ومنظمة التحرير الفلسطينية وجمهورية اليمن الديمقراطية الشعبية. أُسست في نوفمبر 1977 بناء على دعوة الزعيم الليبي معمر القذافي للوقوف ضد المخططات الإسرائيلية في المنطقة، في أعقاب إعلان الرئيس المصري محمد أنور السادات في 9 نوفمبر 1977 أمام مجلس الشعب المصري استعداده للتوجه إلى إسرائيل.

## النشاط
عقدت جبهة الصمود والتصدي أوّل قمة لها في طرابلس الغرب في الفترة الواقعة ما بين 2–5 ديسمبر 1977. قررت جبهة الصمود والتصدي في أوّل قمة لها تجميد العلاقات الدبلوماسيّة مع مصر. واستطاع معمّر القذّافي تحويل جبهة الصمود والتصدي إلى كيان سياسي يهدف لملاحقة مصر وعزلها عن عالمها العربيّ. وتمكنت جبهة الصمود والتصدي من أخذ موافقة أعضاء جامعة الدول العربية على قرار ينص على طرد مصر من جامعة الدّول العربيّة ونقل مقرها من القاهرة إلى العاصمة التونسيّة. وعقدت بعد القمة العربية في بغداد عام 1978. وهي القمة التي رفضت نهج السادات واعتبرت اتفاقية كامب ديفيد عملية استسلام من قبل النظام المصري للعدو الصهيوني، وضربة للتضامن العربي والنضال الفلسطيني. وفي قمتها الثالثة في دمشق أعلنت رفضها في دمشق اتفاقية كامب ديفيد التي وقعتها مصر مع إسرائيل في 17 سبتمبر 1978.

## الإنحلال
غير أن هذه الجبهة لم تدم طويلاً، وبالتالي لم تصمد ولم تتصدّ، لأنها ما لبثت أن انهارت عقب اندلاع الثورة الإسلامية في إيران وقرار الرئيس العراقي صدام حسين شنّ الحرب عليها في 22 سبتمبر 1980. ولأن إسرائيل أرادت، ضمن ما أرادت، إثبات أن جبهة الصمود والتصدي "أضعف من أن تصمد أو تتصدى، فقد تعمدت اللجوء إلى التصعيد العسكري من جانب واحد وأقدمت، في 7 يونيو 1981، على ضرب المفاعل النووي العراقي تموز لإحراج العراق، ثم راحت تضغط عسكريا على جنوب لبنان لإحراج سوريا.